# Alden McLaughlin
Alden McNee McLaughlin Jr. (ur. 6 września 1961 w George Town) – polityk kajmański. Premier od 29 maja 2013. Członek Postępowego Ruchu Ludowego.